# Margherita d'Anjou
Margherita d'Anjou és una òpera en dos actes composta per Giacomo Meyerbeer sobre un llibret italià de Felice Romani, basat en un text de René Charles Guilbert de Pixérécourt, que es basà al seu torn en llegendes que envoltaven la Guerra de les Dues Roses. S'estrenà al Teatro alla Scala de Milà el 14 de novembre de 1820. Es tracta de la quarta de les òperes italianes de Meyerbeer i el seu primer èxit real. A Catalunya, s'estrenà el 10 de maig de 1825 al Teatre de la Santa Creu de Barcelona.

## Origen i context

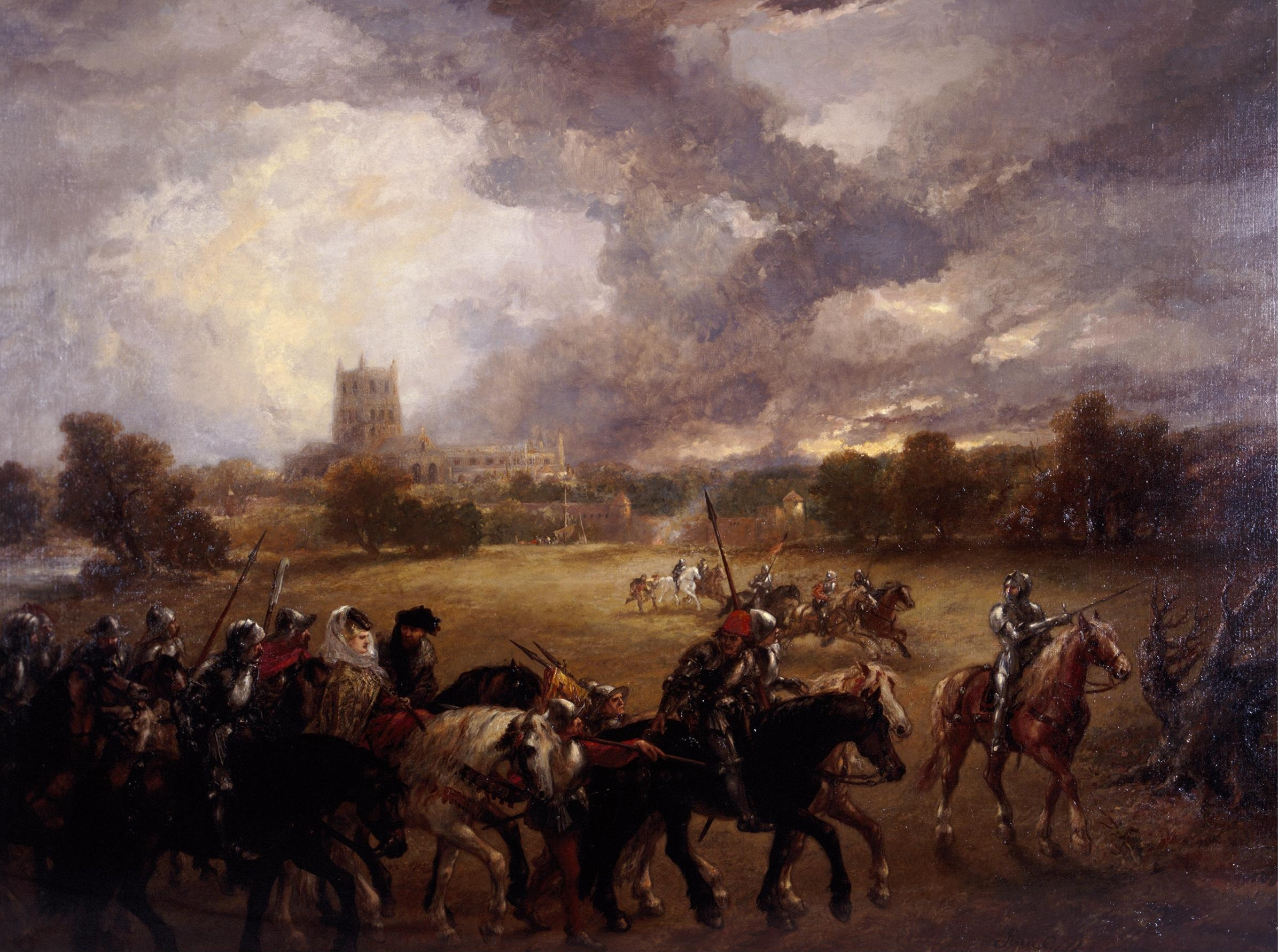
Margarida d'Anjou feta presonera a la batalla de Tewkesbury: Quadre de John Gilbert (1875)

Després de passar l'hivern de 1819-1820 a Alemanya, Meyerbeer va tornar a Itàlia per compondre una nova òpera per a la Scala de Milà. Aquest teatre era considerat en el seu moment com els més prestigiós d'Itàlia i aquesta comanda era un veritable reconeixement del creixent èxit del jove compositor alemany.
Amb aquesta obra, Meyerbeer va començar la seva col·laboració amb el principal llibretista italià de l'època, Felice Romani. Meyerbeer no havia de compondre la música per aquesta òpera en el seu origen, ja que en el contracte amb La Scala hi apareixia el llibret Francesca da Rimini, també de Romani. No obstant això, els censors de Milà van prohibir la realització d'una òpera amb aquest llibret, Meyerbeer va haver de conformar-se amb un llibret sobre Margherita d'Anjou, el qual Romani va admetre haver escrit de forma ràpida i sense convicció.
Margherita d'Anjou té algunes característiques notables respecte a la futura carrera de Meyerbeer: l'abast de la visió "històrica", articulada en grans conjunts integrats, amb la caracterització de masses gràcies al gènere, però sobretot amb la presència d'un personatge còmic, el cirurgià gascó Michele Gamautte, confident d'Isaura. La seva participació en el duo del primer acte, anuncia la barreja de tons que enriquirà les futures obres de Meyerbeer. Ho confirmen el trio de baixos (Carlo, Michele, Riccardo) en el segon acte, avançament del trio dels anabaptistes a Le Prophète.
L'heroïna de la reina Margarida d'Anjou (1429-1482) és un personatge molt conegut en les obres de Shakespeare. Era la vídua del rei Enric VI a qui Ricard duc de Gloucester havia assassinat després que Margarida havia estat derrotada en la batalla de Tewkesbury (4 de maig de 1471), i fet presonera amb els seus fills. Ricard va ser coronat rei el 1483, i els dos petits prínceps varen desaparèixer en misterioses circumstàncies a la Torre de Londres.
Les audaces aventures militars de Margarida es van iniciar el 1460 amb la seva victòria a la batalla de Wakefield, i es van dur a terme amb fortunes diferents sobre la següent dècada. La història de l'òpera és tractada amb molta llibertat, i es posa l'accent en les situacions més dramàtiques. L'acció (sobre la base de la rebel·lió de Northumberland durant la guerra civil) es porta a terme a les terres altes d'Escòcia sobre 1462. Margarida, la vídua del rei Enric VI, que ha estat expulsat d'Anglaterra per Ricard de Gloucester, torna de França al capdavant d'un exèrcit per recuperar el seu regne. Després de la derrota a la batalla, es veu obligada a fugir amb alguns seguidors de confiança i buscar refugi a les muntanyes escoceses.

## Representacions
Gràcies a l'èxit obtingut en l'estrena, es va dur a terme posteriorment a tot Europa en italià, francès i alemany. La versió francesa, es va estrenar al Théâtre de l'Odéon de París el 3 de novembre de 1826 i fou una revisió amb música afegida d'altres obres del compositor. A Amèrica es representà per primera vegada a Nova Orleans el 17 d'abril de 1854. El novembre de 2002 es donà en concert al Royal Festival Hall de Londres.	
A la capital catalana l'estrena de cada òpera de Meyerbeer produïa un ampli ressò i Margherita d'Anjou fou la primera d'elles. Estrenada en italià, va arribar a tenir dinou representacions consecutives de l'obra completa i altres tantes d'actes per separat.